# Jacob Whitesides
Jacob Michael Whitesides (Knoxville (Tennessee), 11 november 1997) is een Amerikaanse singer-songwriter. Hij brengt zijn muziek uit via, zijn zelf opgerichte label, Double U Records. Hiervan is hij ook de directeur.

## Carrière

### 2008-2014: Begin carrière
Whitesides kreeg zijn eerste interesse voor het maken van muziek nadat hij in 2008 bij een festival was geweest. In zijn tienerjaren speelde hij meerdere kleine shows in Knoxville en uploadde hij covers op YouTube. Hierdoor kreeg hij steeds meer volgers op social media. In 2012, als veertienjarige, deed hij auditie voor het tweede seizoen van X-Factor in Amerika. Hij kwam door de auditierondes maar moest de show verlaten voordat de liveshows begonnen. 
In 2013 was hij een muzikale gast bij Magcon (Meet And Greet Convention) waarbij ook Shawn Mendes, Cameron Dallas en andere internetpersoonlijkheden aanwezig waren. 
Op 8 juli 2014 bracht Whitesides zijn eerste ep, 3 AM - The EP, uit. Deze plaat bestond uit 5 covers van John Legend, Plain White T's, Sam Smith, Ed Sheeran en John Mayer. In de Billboard 200 bereikte de ep plek 26. Daarnaast bereikte het de tweede plek in de Independent Albums-lijst. 

### 2015-nu: Eerste album en wereldtour
Op 14 februari 2015 bracht Whitesides zijn tweede ep, A Piece Of Me, uit. Fans kregen de mogelijkheid om mee te denken over de naam van deze plaat en mochten vervolgens stemmen voor de beste opties. Uiteindelijk werd A Piece Of Me gekozen door de fans en Whitesides zelf. 
In mei 2015 werd Whitesides de CEO van zijn eigen label, Double U Records.
Daarnaast ging hij in mei 2015 op tour in Europa. Binnen 8 dagen speelde hij 7 shows in verschillende landen, waaronder Nederland. In oktober van datzelfde jaar kwam hij terug voor een grotere Europese tour, The Broke Billionaire Tour. Dit was een verwijzing naar een nummer op zijn derde ep, Faces On Film, die uitkwam op 23 oktober 2015. Tijdens deze tour was hij ook op bezoek bij 3FM. Enige tijd later ging hij op tour in Noord- en Zuid-Amerika.
Op 6 juli 2016 kondigde Whitesides zijn eerste studioalbum, Why?, aan. Deze kwam uit op 9 september 2016. Ter promotie van het album was hij in Europa. Op 8 september, één dag voordat het album officieel uit zou komen, deed hij een signeersessie bij FAME, een muziekwinkel in een Media Markt in Amsterdam.
In februari 2017 keerde hij weer terug naar Europa met zijn Lovesick Tour, vernoemd naar de eerste single van Why?. Enkele weken na de laatste show bracht hij de shows ook weer naar Noord-Amerika. Zuid-Amerika staat vooralsnog op de planning.
Op vrijdag 27 oktober 2017 bracht Whitesides het eerste nummer, Killing Me, van zijn opkomende album uit. Het volledige album wordt naar verwachting uitgebracht in 2018.

## Discografie

### Studioalbums
- Why? (9 september 2016, Double U Records)

### Extended plays (ep's)
- 3 AM – The EP (8 juli 2014, Loudr)
- A Piece of Me (14 februari 2015, JW Records, Double U Records)
- Faces on Film (23 oktober 2015, Double U Records)

### Singles
| Titel                                                     | Jaar | Album         |
| --------------------------------------------------------- | ---- | ------------- |
| You're Perfect                                            | 2014 | n.v.t.        |
| Words                                                     | 2014 | A Piece Of Me |
| I Know What You Did Last Summer (featuring Kelly Rowland) | 2015 | n.v.t.        |
| Secrets                                                   |      | Faces on Film |
| Lovesick                                                  | 2016 | Why?          |
| Focus                                                     | 2016 | Why?          |
| Open Book                                                 | 2016 | Why?          |
| The Letter                                                | 2017 | n.v.t.        |
| Killing me                                                | 2017 | n.v.t.        |

### Muziekvideo's
| Titel                                            | Jaar | Regisseur                      |
| ------------------------------------------------ | ---- | ------------------------------ |
| You're Perfect                                   | 2014 | Carl Diebold                   |
| Words                                            | 2014 | Cameron Johnson Darwin Darling |
| Baby It's Cold Outside (featuring Orion Carloto) | 2014 | Cameron Johnson Darwin Darling |
| Not My Type At All (Lyrics video)                | 2015 | William Hereford               |
| Not My Type At All                               | 2015 | Cameron Fife                   |
| Let's Be Birds                                   | 2015 | Julia Muecke                   |
| Ohio                                             | 2015 | Roman Luck                     |
| Lovesick                                         | 2016 | Cameron Fife                   |
| Focus                                            | 2016 | Paul Costabile                 |
| Open Book                                        | 2016 | Chris Crutchfield              |
| The Letter                                       | 2017 | Jacob Whitesides Mark Siegel   |